# Hiddekel Rupes
L'Hiddekel Rupes è una struttura geologica della superficie di Marte.